# 釣りバカ日誌13 ハマちゃん危機一髪!
『釣りバカ日誌13 ハマちゃん危機一髪!』（つりバカにっしじゅうさん ハマちゃんききいっぱつ!）は、2002年8月10日公開の日本映画。釣りバカ日誌シリーズ第15作（レギュラーシリーズ第13作）。『釣りバカ日誌イレブン』『釣りバカ日誌12 史上最大の有給休暇』も監督している 本木克英は富山市出身である。

## あらすじ
伝助の釣り仲間の縁で、富山の老舗薬問屋・黒部天狗堂の黒部五郎会長から、直営の美術館建設巨大プロジェクトを請け負った。しかし、変人で知られる黒部会長の奇妙な建物デザインにプロジェクトが頓挫する危機に陥った。伝助・社長のスーさんをはじめ、鈴木建設全体を巻き込んでの大騒動が始まる。
プロジェクト頓挫の危機に、スーさんは急遽伝助を富山に出張させ、同行した鈴木建設設計部の才媛でミス・スズケンと呼ばれる桐山桂の見事な説得で黒部会長の機嫌を損ねず、デザイン変更も了承、見事プロジェクトは続行と決まった。ホッとして胸をなでおろし無事に商談を済ませた2人は1泊ののち現地解散し、翌日伝助と黒部は海釣りへと出掛けるが、そんな楽しいひと時も束の間、釣り船の中で今度は桐山の才を見込んだ黒部が、内々に桐山を息子の嫁にと縁談を申し出てきた。桐山には既に、恋人がいる様子だ。難しい状況に伝助はなかなか桐山に本当の事を言えず悩み苦しんだまま、結局は黒部の部下・浅利が鈴木建設に出向き事実を伝えた事で伝助・スーさん・桐山の3人はさらに窮地に追い込まれ、3人で再度富山へ向かい黒部の元を訪れる。黒部はこうと決めたら誰が何と言われようとも自分の信念を貫き通す頑固者であり、今回の縁談がもとでプロジェクトがダメになると会社の存続にも影響しかねないだけに、伝助と桐山はクビを掛けて黒部の息子との縁談に挑んだのだった。だが、当の本人である黒部の息子・海彦には既に妻子がおり、その事を知らずにひとり盛り上がっていた黒部は咄嗟に激怒し、その場で海彦を殴り倒してしまうが、やがて可愛い孫を見ると機嫌を直しすっかりデレデレ状態に。
再三の危機を乗り越えて、無事美術館の起工式を終え、その後は黒部の計らいで富山湾においてマダイ釣りを楽しむ伝助・スーさんの2人であった。
劇中、西田がお約束の宴会でホタルイカの格好で「海良し、山良し、お人好し」とやるシーンがある。最後に、三國が万葉の詩人・大伴家持の「立山（たちやま）に降り置ける雪を常夏に見れども飽かず神（かむ）からならし」を諳んじるシーンがある。（三國の提案だった）。

## キャスト
浜崎家
- 浜崎伝助（鈴木建設営業三課） - 西田敏行
- 浜崎みち子（妻） - 浅田美代子
- 浜崎鯉太郎（息子） - 菅原隆一

鈴木家
- 鈴木一之助（鈴木建設代表取締役社長） - 三國連太郎
- 鈴木久江（妻） - 奈良岡朋子

メインゲスト
- 桐山桂（鈴木建設設計課） - 鈴木京香
- 鮎川透（欄間彫刻家・桐山桂の恋人） - 小澤征悦

鈴木建設
- 秋山（専務） - 加藤武
- 堀田（常務） - 鶴田忍
- 原口（人事担当取締役） - 柴俊夫
- 川島（営業担当取締役） - 小野寺昭
- 草森（秘書課長） - 中村梅雀
- 佐々木和男（営業三課課長） - 谷啓
- 蛸島（係長） - 岩崎ひろし
- 鯛子（営業三課） - さとう珠緒
- 浜崎伝助の同僚（営業三課） - 藤波晟
- 前原（運転手・ハイブリッドカー） - 笹野高史

その他
- 太田八郎（ハマちゃんの隣人） - 中本賢
- 黒部五郎（黒部天狗堂の会長） - 丹波哲郎
- 黒部海彦（五郎の息子） - パパイヤ鈴木
- 黒部の秘書 - 立川志の輔
- 浅利真三郎（黒部天狗堂の部長） - 岡本信人
- 亀岡（黒部の運転手） - 猪野学
- 桐山逸夫（桂の父） - 杉浦直樹
- 桐山国夫（桂の弟） - 臼井元寿
- 鮎川君枝（透の母） - 左時枝
- 鮎川雅子（透の妹） - 及川仲
- 佐伯名人 - 梅津栄
- 旅館の従業員 - ヴィヴィアン佐藤
- 黒部天狗堂の女子社員 - 早勢美里

## スタッフ
- 監督 - 本木克英
- 原作 - やまさき十三（作）、北見けんいち（画）（小学館「ビッグコミックオリジナル」連載）
- 脚本 - 山田洋次、朝間義隆
- プロデューサー - 瀬島光雄、中川滋弘、深澤宏
- 音楽 - 林哲司
- 撮影 - 花田三史
- 美術 - 横山豊
- 編集 - 川瀬功
- 照明 - 土山正人
- 録音 - 弦巻裕
- 音響 - 岡瀬晶彦
- 助監督 - 伊藤匡史

## ロケ地
- 富山県（富山市 ほか）重要文化財の浮田家をはじめ、石田フィッシャリーナ[2]、新湊マリーナ、宇奈月温泉（ホテル黒部[3]）、トロッコ電車、瑞泉寺や井波町、立山連峰など県内各地でロケが行われた。

## 釣ったもの
- タイ

## 受賞歴
- 第20回ゴールデングロス賞話題賞[4]

## 地上波放送履歴
| 回数  | テレビ局   | 番組名          | 放送日        |
| ----- | ---------- | --------------- | ------------- |
| 初回  | TBS        | 水曜プレミア    | 2005年8月31日 |
| 2回目 | 日本テレビ | 金曜ロードSHOW! | 2012年6月8日  |